# L change the WorLd
『L change the WorLd』（エル チェンジ ザ ワールド）は、2008年2月9日に公開されたLが主人公の『デスノート』のスピンオフ映画。

## 概要
デスノートのスピンオフと題しているが、正確には実写映画版である『デスノート』および『デスノート the Last name』前後編のスピンオフであり、原作のスピンオフではない。そのため、原作のストーリーとは一切繋がりはなく、実写映画を見なければ本作の基本的なストーリーや物語の前提を理解することはできない。
タイの奥地を切り開いて村を作り、タイの空港を借り切るなど大掛かりな撮影が行われた。Lの謎は映画だけでなく、下記のビジュアルキャラブック（2008年1月25日発行）、小説版（2007年12月25日発売）との3つのプロジェクトが複合して、その秘密が解き明かされていく。
本作の小説版はタイトルこそ同じだが、ストーリーは映画とは全く異なっており、デスノートが再び登場している。Lの後継者候補の一人ニアや、原作最後の舞台となったYB倉庫や、アメリカマフィアの首魁ロッド・ロスが原作とは違う形で登場している。
写真家の蜷川実花が、Lを撮り下ろしたビジュアルキャラブックは、ワタリの遺したファイルという形式をとっており、Lの日常や謎などを描く。撮影は、2007年8月31日、9月4日、5日に渋谷、浅草花やしき、木更津、都内スタジオにて行われた。
映画公開を記念し原作者の大場つぐみ、小畑健によって原作終了の3年後を描いた特別編が『週刊少年ジャンプ』の2008年11号に掲載された。巻末の大場つぐみのコメントでは公開日の2月9日について言及しているものの映画については一切触れられなかった。
松田も登場予定だったが、登場シーンが全てカットされてしまったため、その登場シーンを編集した『最もLにバカにされた男〜松田刑事の事件ファイル〜』が特番『デスノートスピンオフ“L”公開記念SP』内でテレビ放映された。この番組は再編集され、DVD「L change the WorLd Complete Set」のお楽しみディスクに収録されている。
日本製作映画としては珍しく、日台韓香港同時公開された。配給のワーナー・ブラザース映画が制作費の一部を出資したことが大きく関わっている。数本のメガヒットに依存し全体の興行収入が伸び悩んでいるハリウッドの大手映画会社の一つである同社は、打開策として日本国内での配給だけを目的としていた日本法人に日本独自に映画を製作するローカル・プロダクション部門を設置し、制作費の一部出資はその活動の一環である。

## ストーリー
世界を震撼させたキラ事件が佳境を迎えていたころ、タイのとある村で新種のウイルスによるバイオテロが発生し、某国は事件の証拠隠滅のため爆撃によって村を焼き払った。そのウイルスはインフルエンザ並の流行性とエボラウイルス並の致死率を掛け合わせた恐るべきものだった。
自分の命とワタリの死という代償を負ってキラ事件に終止符を打ったLは残りの時間をかけて世界中の難事件をたった一人で解決していた。だがタイの事件の生き残った少年「BOY」と、ワタリに託されるはずだったウイルスを携えた少女・真希の来訪に端を発し、Lは「人類削減計画」を掲げる環境保護団体「ブルーシップ」が関わる事件の解決に動き出す。

## 登場人物・キャスト
L（エル）
演 - 松山ケンイチ
本作品の主人公。世界中の難事件を解決してきた名探偵。キラ事件において自分の名前をデスノートに書くことでキラを欺き、キラ事件を終息させた。自らの死の時間を待つ間、世界中の様々な事件を解決していたが、ワタリの知り合いに出会ったことから、ウイルスによるバイオテロを企てる組織「ブルーシップ」の存在を知り、対決する。
K（ケイ） / 久條希実子（くじょう きみこ）
演 - 工藤夕貴
アジア感染症センターの研究員で二階堂公彦の助手。ワイミーズハウス出身者。ワタリに誇りに思われていた有能な人物だったが、実はブルーシップの一員。人類削減計画の発案者であり、環境を破壊する人類は滅ぶべきと考えている、いわゆるエコテロリスト。ただし、公彦のような人間は生き残るべきとも言っており、医学者として公彦のことは尊敬していた。
二階堂真希（にかいどう まき）
演 - 福田麻由子
公彦の娘。低血糖症の患者で注射を定期的に打っている。母親の音声が入ったクマのぬいぐるみが宝物。父親の死を目撃したため、ブルーシップに復讐心を抱く。自らウイルスを打ち、彼らへ感染させようとするも発症せず、無症候性キャリアになる。
松戸浩一（まつど こういち）
演 - 平泉成
ウイルス学の研究者。公彦と親交があり、共著で専門本を出したことがある。以前、自分が作ったワクチンで人を死なせてしまった過去を持つため、Lのウイルスワクチン製作依頼を断ろうとするが、最終的には完成させ、多くの人命を救った。
BOY
演 - 福田響志
タイで起きたバイオテロ事件の唯一の生き残った少年で、Fの手引きで来日した。フィボナッチ数列など高度な数式を理解する数学の天才。来日当初はLを警戒していたが、徐々に彼に心を開くようになる。後にワイミーズハウスに引き取られることになり、Lが「ニア」と名付けた。
小西朝夫（こにし あさお）
演 - 正名僕蔵
「ブルーシップ」のメンバー。常にノートパソコンを持ち、Lの「キラ対策本部」のセキュリティ突破、Lからのアクセス妨害から、旅客機の操縦まで機械の扱いに精通している。ハイジャックした旅客機を操縦して国外逃亡を図る。
吉沢保（よしざわ たもつ）
演 - 金井勇太
「ブルーシップ」の新入りメンバー。他のメンバーより先立って、敵を牽制するのが役目である。武器はショットガンを使う。
三沢初音（みさわ はつね）
演 - 佐藤めぐみ
「ブルーシップ」のメンバー。普段は無口で感情を表に出さないが、いざとなると言動が過激でかつ、好戦的な性格になる。ナイフからライフル銃まで幅広く扱う。
F（エフ）
演 - 波岡一喜
ワイミーズハウス出身。タイで起きたバイオテロ事件の調査中にBOYを保護するが、事件の証拠隠滅を図る某国の追跡からBOYにワタリへの連絡先と「Fからの贈り物」を意味するコードを教えた上で逃がし、その直後、某国ヘリの攻撃によって爆死する。
加賀見シン（かがみ シン）
演 - 石橋蓮司
「ブルーシップ」の所長。環境保護の目的で人類削減計画に賛同していたが、金目的の的場を排除しようとして、逆に的場に刺殺される。
駿河秀明（するが ひであき）
演 - 南原清隆
FBI捜査官で、ナオミやレイの先輩にあたる。デスノート回収の命を受けLに近づいたが、そのまま実質ワタリに代わるパートナーとしてLと協力する。Lにおとり役ばかりやらされることを、一人でぼやいていた。
南空ナオミ（みそら ナオミ）
演 - 瀬戸朝香
FBI捜査官。キラ事件が起こる以前、Lに連続殺人犯確保のための突入計画を依頼される。Lがナオミに依頼するのは「ロサンゼルスBB連続殺人事件」以来2度目。
レイ・イワマツ
演 - 細川茂樹
FBI捜査官。ナオミの婚約者。突入計画を開始しようとするナオミに同行していた。声のみの登場であり、顔は出ていない。
クレジットでは「FBI捜査官 レイ」。
弥海砂（あまね ミサ）
演 - 戸田恵梨香
キラ事件では「第2のキラ」として月に協力。ワタリの死の直前に会話していた。
松田桃太（まつだ とうた）
演 - 青山草太
キラ事件において日本捜査本部の一員としてLと共にキラと戦った。登場シーンがすべてカットされたが、クレジット上には記載されている。
佐々木（ささき）
演 - 田中要次
タクシー運転手。『デスノート前編』ではバス運転手だったが、バスジャックに遭ったことをきっかけに本作品ではタクシー運転手へ転職した。真希を客に乗せて、ワタリのいる住所を探し回る。
クレジットでは「タクシー運転手」。
リューク
声 - 中村獅童
デスノートの本来の持ち主。キラ事件で月をデスノートで殺し、その後Lにデスノートを使う気がないのかを尋ねるが、Lがノートを燃やしたため、姿を消す。
夜神月（やがみ ライト）
演 - 藤原竜也
『デスノート』の主人公。「キラ」としてデスノートで犯罪者を粛清し、Lと対決した。本作品においてはテレビ画面の映像のみの登場で、台詞は無し。
ワタリ
演 - 藤村俊二
ワイミーズハウス創始者でLの代理人。キラ事件において死神・レムにデスノートに名前を書かれ死亡。
二階堂公彦（にかいどう きみひこ）
演 - 鶴見辰吾
アジア感染症センター所長。タイで使用されたウイルスのワクチン開発に成功したが、ワクチンを奪取しようとした「ブルーシップ」の計画を阻止するためにデータを全て破棄した後ワクチンを焼却処分する。しかし娘が人質にされそうになったため、娘を守るため自ら死を選びウイルスを注射。発症によりもがき苦しむ中、久條がやむを得ず起動させた高圧電気の中で死亡した。実は、タイで使用されたウイルスは彼によって生成され研究所に保管されていたものを、久條が勝手に持ち出し使用していた。
的場大介（まとば だいすけ）
演 - 高嶋政伸
環境保護団体「ブルーシップ」のメンバー。人類削減計画の首謀者で、裏では数々のテロに関わっている危険人物。左眼にケロイドの跡がある。様々なテロ活動に関わっているが、彼自身は理念を持たない拝金主義者。人類削減計画も彼にとっては金儲けのための単なる名目であり、ウイルス兵器の売却自体が目的だった。小説版ではデスノートの存在を知り、入手しようと暗躍する。
- その他 - 諏訪太朗、柳ユーレイ、小市慢太郎、谷津勲、安部賢一、村田尚史、桂ゆめ、津村和幸、蒲生純一、舩木壱輝、川野直輝、秋本裕介、久松信美、古澤裕介、棚橋幸代、NIC WRITTE、ELODIE ATTIAS、SOMPRONG PINSUWRAN、SAYCHON SRICHAROEN、豊田順子（日本テレビアナウンサー）

## スタッフ
- 製作指揮 - 小杉善信
- 製作 - 山路則隆、堀義貴、西垣慎一郎、平井文宏、松本輝起、小岩井宏悦、馬場清
- エグゼクティブプロデューサー - 奥田誠治
- COエグゼクティブプロデューサー - 神蔵克、鳥嶋和彦、鈴木基之、椋樹弘尚
- 企画プロデュース - 佐藤貴博
- プロデューサー - 田中正、飯塚信弘、小橋孝裕
- DEATH NOTE原作 - 大場つぐみ、小畑健（集英社ジャンプコミックス刊）
- 脚本 - 小林弘利
- 音楽 - 川井憲次
- 撮影 - 喜久村徳章（J.S.C）
- 照明 - 中村裕樹
- 美術 - 矢内京子
- 録音 - 小松将人
- 編集 - 高橋信之
- 音響効果 - 柴崎憲治
- 装飾 - 坂本朗
- 衣裳 - 宮本まさ江
- ヘアメイク - 吉野節子
- キャスティング - 吉川威史
- 助監督 - 佐伯竜一
- 製作担当 - 毛利達也、大内裕
- 共同脚本 - 藤井清美
- 企画協力 - 週刊少年ジャンプ編集部（茨木政彦、佐々木久氏、東秀人、相田聡一、吉田幸司）
- 脚本協力 - 會川昇、古澤健、森ハヤシ
- 特撮監督 - 神谷誠
- CG制作 - デジタル・フロンティア
- CGプロデューサー - 豊嶋勇作
- 宣伝プロデューサー - 小杉陵
- ティーザーポスター撮影 - 蜷川実花
- オリジナル・サウンドトラック - 「SOUND of L change the WorLd」（VAP）
- 「L」プロジェクトメンバーズ（M、垣内克彦、羽喰涼子、岩田晋弘、宮本大典、門屋大輔）
- 「L」FILM PARTNERS（日本テレビ放送網、札幌テレビ放送、宮城テレビ放送、静岡第一テレビ、中京テレビ放送、広島テレビ放送、福岡放送、集英社、ホリプロ、讀賣テレビ放送、バップ、松竹、ワーナー・ブラザース映画、日活）
- 配給 - ワーナー・ブラザース映画
- 制作プロダクション - 日活撮影所
- 企画製作 - 日本テレビ放送網
- 監督 - 中田秀夫

## ロケ地
| 本編における該当シーン                                                               | 撮影された実際のロケ地       |
| ------------------------------------------------------------------------------------ | ---------------------------- |
| 真希を探すため、ニュース番組に出演した久條希実子が、ウイルスについて解説をするシーン | 日本テレビNNN報道スタジオ    |
| 松戸浩一がウイルスワクチン制作のために訪れた研究所のシーン                           | 宇都宮大学峰町キャンパス     |
| 空港周辺のシーン                                                                     | ナコーンラーチャシーマー空港 |

- 日本テレビNNN報道スタジオは、実際に使用されているスタジオをそのまま使用している。
- 宇都宮大学峰町キャンパス - 正門付近、屋上、階段、廊下、研究室など幅広いシーンで使用されている。
- ナコーンラーチャシーマー空港 - 空港を貸し切り、動員されたエキストラは500人以上と大掛かりな撮影が行われた。
- 空港の建物に近づいていく旅客機 - 撮影当時、実際に使用されていたもので、タイの格安航空会社のワン・トゥー・ゴー航空所有の、ボーイング747146B。機体番号はHS-UTQ。劇中では機体の架空塗装などは一切行われておらず、従来の塗装のまま会社名が記載された「One-Two-GO」などそのまま撮影で使用されている。なお、機体は2010年7月に登録抹消されて存在しない。

## 受賞歴
- TOKYO FM エンタマアワード2006日本映画部門第一位
- オリコン読者が選ぶ『エンタメ・オブ・ザ・イヤー』日本映画部門第一位
- 日刊スポーツ映画読者ファン賞日本映画部門第一位
- 第31回報知映画賞最優秀新人賞：松山ケンイチ
- ヨコハマ映画祭最優秀新人賞：松山ケンイチ
- 第30回日本アカデミー賞優秀助演男優賞：松山ケンイチ
- スポーツ報知第5回蛇いちご賞作品賞「L change the WorLd」
- スポーツ報知第5回蛇いちご賞男優賞 南原清隆「L change the WorLd」
- スポーツ報知第5回蛇いちご賞監督賞 中田秀夫「L change the WorLd」
- 『映画秘宝』第2回はくさい映画賞 最低助演男優賞 南原清隆

## 映像ソフト化
発売・販売元はバップ。
- L change the WorLd（DVD1枚組、2008年6月28日発売）
  - 映像特典
    - 特報集
    - 劇場予告編

  - 音声特典
    - オーディオコメンタリー（監督：中田秀夫×企画プロデュース：佐藤貴博×プロデューサー：田中正）
- L change the WorLd Complete Set（特典DVD付き3枚組、2008年6月28日発売）
  - ディスク1：本編DVD（通常版と同様）
  - ディスク2：メイキング・ディスク（DVD）
    - 『a slice of “L change the WorLd”「L」の断面』（日本編 / タイ編）

  - ディスク3：お楽しみ・ディスク（DVD）
    - クランクアップ報告記者会見
    - ジャンプフェスタ2008「L change the WorLd」ブース上映映像 / ステージイベント上映映像「Lからのメッセージ」
    - アジア・キャンペーン
    - ジャパン・プレミア
    - 公開初日・舞台挨拶サーキット
    - 大ヒット御礼! 全国横断弾丸舞台挨拶ツアー
    - 「outside of file No.15」
    - スピンオフ・ドラマ「最もLにバカにされた男 松田刑事の事件ファイル」
    - L 再起動
    - ナビゲートDVD「L WorLd of L change the WorLd」全隠し映像集
    - スポット集（特報・予告編・TVスポット・日テレ各局キャッチ集）
    - デスノート検定・全解答 / 解説と優秀解答者発表
    - デスノートDVD 隠し映像在り処・全解説
    - 隠し映像

  - 封入特典
    - 大型ポストカード（劇場用ポスタービジュアル使用・3枚組）
    - 28ページオールカラーブックレット

  - ホログラム仕様クリアーアウターケース付きデジパック仕様
- L change the WorLd ブルーレイ（1枚組、2009年2月25日発売）
  - 映像特典
    - 特報集
    - 劇場予告編